# A Good Old Fashioned Orgy
A Good Old Fashioned Orgy is een Amerikaanse komische ensemblefilm uit 2011 geschreven en geregisseerd door Alex Gregory en Peter Huyck met in de hoofdrollen onder meer Jason Sudeikis, Leslie Bibb en Tyler Labine.

## Verhaal
Eric (Jason Sudeikis) is een volwassen man die nooit zijn tienerjaren is ontgroeid en leeft om te feesten, onder meer in het grote huis van zijn vader (Don Johnson) in de chique Hamptons. Als zijn vader meldt dat hij het huis wil verkopen, wil Eric aan het einde van de zomer nog een keer een groots feest geven. Hij stelt voor hier een orgie van te maken en meerdere van zijn vrienden stemmen hier na enig aarzelen mee in. Eric en zijn vriend Mike (Tyler Labine) doen van tevoren uitgebreid research, onder meer in een geheime seksclub, maar Eric begint gevoelens te ontwikkelen voor makelaar Kelly (Leslie Bibb) en weet niet meer zo zeker of hij mee wil doen.

## Rolverdeling
| Acteur          | Personage       | Opmerkingen                 |
| --------------- | --------------- | --------------------------- |
| Jason Sudeikis  | Eric Keppler    |                             |
| Tyler Labine    | Mike McCrudden  | Erics beste vriend          |
| Leslie Bibb     | Kelly           | Makelaar                    |
| Nick Kroll      | Adam            |                             |
| Martin Starr    | Doug Duquez     |                             |
| Angela Sarafyan | Willow Talbot   | Dougs vriendin              |
| Lindsay Sloane  | Laura LaCarubba | Goede vriendin van Eric     |
| Michelle Borth  | Sue Plummer     | Goede vriendin van Eric     |
| Lin Shaye       | Dody Henderson  | Makelaar, collega van Kelly |
| Lake Bell       | Alison Lobel    |                             |
| Lucy Punch      | Kate            |                             |
| Will Forte      | Glenn           | Kates echtgenoot            |
| Rhys Coiro      | Marcus          | Alisons vriend              |
| David Koechner  | Vic George      | Mikes oom                   |
| Don Johnson     | Jerry Keppler   | Erics vader                 |